# Christiane Kammermann
 (octobre 2017).
Si vous disposez d'ouvrages ou d'articles de référence ou si vous connaissez des sites web de qualité traitant du thème abordé ici, merci de compléter l'article en donnant les références utiles à sa vérifiabilité et en les liant à la section « Notes et références ».
Christiane Kammermann, née le 10 juillet 1932 à Boulogne-Billancourt en France, est une femme politique française, membre de l'Union des Français de l'étranger.
Elle est de 2004 à 2017, sénatrice, élue dans la circonscription des Français établis hors de France. Elle siège dans le groupe UMP puis Les Républicains.

## Biographie
Née le 10 juillet 1932 à Boulogne-Billancourt, Christiane Kammermann est titulaire d'un diplôme d'État suisse d'infirmière. Établie au Liban en 1956, elle adhère au Cercle de l'Union française en 1956, puis au Cercle du Comité de l'Union française de 1957 à 1968 (elle y est la seule femme sur 15 membres). Elle y organise conférences, expositions et réceptions officielles de personnalités françaises. Elle est membre de l'Union des Français du Liban depuis 1970. En 1960, elle adhère à la société française de bienfaisance dont elle devient membre du comité en 1970, vice-présidente à partir de 1977 et présidente jusqu'en 1989. Pendant la guerre du Liban, elle assure visites et assistance aux Français malades, incarcérés ou isolés et fait le lien avec les familles restées en France.
En 1987, elle fonde la section Liban de l'UFE, qu'elle préside depuis cette date étant toujours réélue. Avec 2 500 membres, cette section est la plus importante du monde. Elle est également membre du conseil d'administration de l'UFE à partir de 1990.
En 1988, Christiane Kammermann est élue déléguée des Français d'Irak, de Jordanie, du Liban et de Syrie au Conseil supérieur des Français de l'étranger (CSFE, devenu l'Assemblée des Français de l'étranger). Elle assiste à ce titre à toutes les commissions des consulats des pays qu'elle représente. Elle est membre du comité consulaire depuis 1977 et administrateur de la Caisse des Français de l'étranger depuis 1997 et du Comité d'entraide aux Français rapatriés depuis 2013.
Christiane Kammermann est élue sénatrice en 2004 dans la circonscription des Français établis hors de France. Inscrite au groupe UMP puis LR. Elle est réélue en 2011 et ne se représente pas en 2017.

## Décorations
- Officier de l'ordre national du Mérite Elle est faite chevalier le 12 mai 1982, puis est promue officier le 14 novembre 2001[1].
- Officier de la Légion d'honneur Elle est faite chevalier le 31 décembre 1993[2], puis est promue officier le 13 juillet 2019[3].
- Officier de l'ordre national du Cèdre (Liban, 2013)[4].